# اچ‌دی ۹۷۰۴۸
اچ‌دی ۹۷۰۴۸ یک ستاره است که در صورت فلکی آفتاب‌پرست قرار دارد.